# Književnost u 1636.
◄◄ | ◄ | 1633. | 1634. | 1635. | 1636.  | 1637. | 1638. | 1639. | ► | ►►
Arhitektura • Astronomija • Glazba • Kazalište • Kiparstvo • Knjige • Književnost • Kršćanstvo • Medicina • Politika • Pravo • Promet • Slikarstvo • Znanost
Književnost u 1636.

## Svijet

### Rođenja
- Nicolas Boileau

## Vanjske poveznice
|  | Zajednički poslužitelj ima još gradiva o temi Književnost u 1636. |